# 石军
石军（1952年11月—），男，山东利津人，中华人民共和国政治人物。山东省机械工业学校毕业，山东大学国政学院科社专业在职研究生学历。

## 生平
1973年12月加入中国共产党。历任山东省经委副处长、处长、副主任，中共东营市委副书记、市长、市委书记、市人大常委会主任等职。2006年10月调往甘肃担任甘肃省人民政府副省长，2011年5月当选中共甘肃省委常委。